# Ближнее Абруццо
Ближнее Абруццо (итал. Abruzzo Citra) — джустициерат, затем провинция в составе Неаполитанского королевства и провинция в составе Королевства Обеих Сицилий. Столица — город Кьети.

## Джустициерат
Джустициерат Ближнее Абруццо (итал. Giustizierato d'Abruzzo Citra) был образован 5 октября 1273 года в Алифе декретом Карла I, короля Неаполя, который разделил джустициерат Абруццо, созданный Фридрихом II, императором Священной Римской империи, на два отдельных джустициерата — Дальнее Абруццо (лат. Aprutium ultra flumen Piscariae) на севере и Ближнее Абруццо (лат. Apriutium citra flumen Piscariae) на юге. Граница между ними была проведена им по реке Пескара. Таким образом монарх надеялся укрепить обороноспособность северных рубежей своего королевства. Столицей административной единицы был город Кьети. Территория джустициерата включала большую часть территории современной провинции Кьети в Италии.
Джустициерат прекратил своё существование согласно 132-му закону «Об административном делении и учреждении провинций в королевстве» (итал. Sulla divisione ed amministrazione delle province del Regno), изданным Жозефом Бонапартом, королём Неаполя 8 августа 1806 года.

## Провинция
Провинция Ближнее Абруццо (итал. Provincia di Abruzzo Citra) была образована 8 августа 1806 года согласно 132-му закону  «Об административном делении и учреждении провинций в королевстве». Таким образом Жозеф Бонапарт, король Неаполя начал административно-территориальную реформу в Неаполитанском королевстве, взяв за образец модель, существовавшую в то время во Франции. Он отменил систему джустициератов. Королевские указы с 1806 по 1811 год завершили учреждение провинций с указанием в их составе коммун и определением границ, названий округов и районов, на которые была разделена каждая провинция.
1 мая 1816 года был принят последний «Закон об администрации округов в провинциях королевства» (итал. Legge riguardante la circoscrizione amministrativa delle Provincie dei Reali Domini). 1 января 1817 года административная реформа была завершена.

### Административное деление
Во главе Ближнего Абруццо стоял интендант, возглавлявший совет провинции, который размещался в здании бывшего монастыря доминиканцев в Кьети. Столицей провинции также был город Кьети. Сама провинция в 1806 году была разделена сначала на два района — Кьети и Ланчано, к которым в 1816 году был добавлен ещё один район — Васто. Все районы были разделены на 25 округов, включавших в себя 123 коммуны и 34 хутора.

## Карты

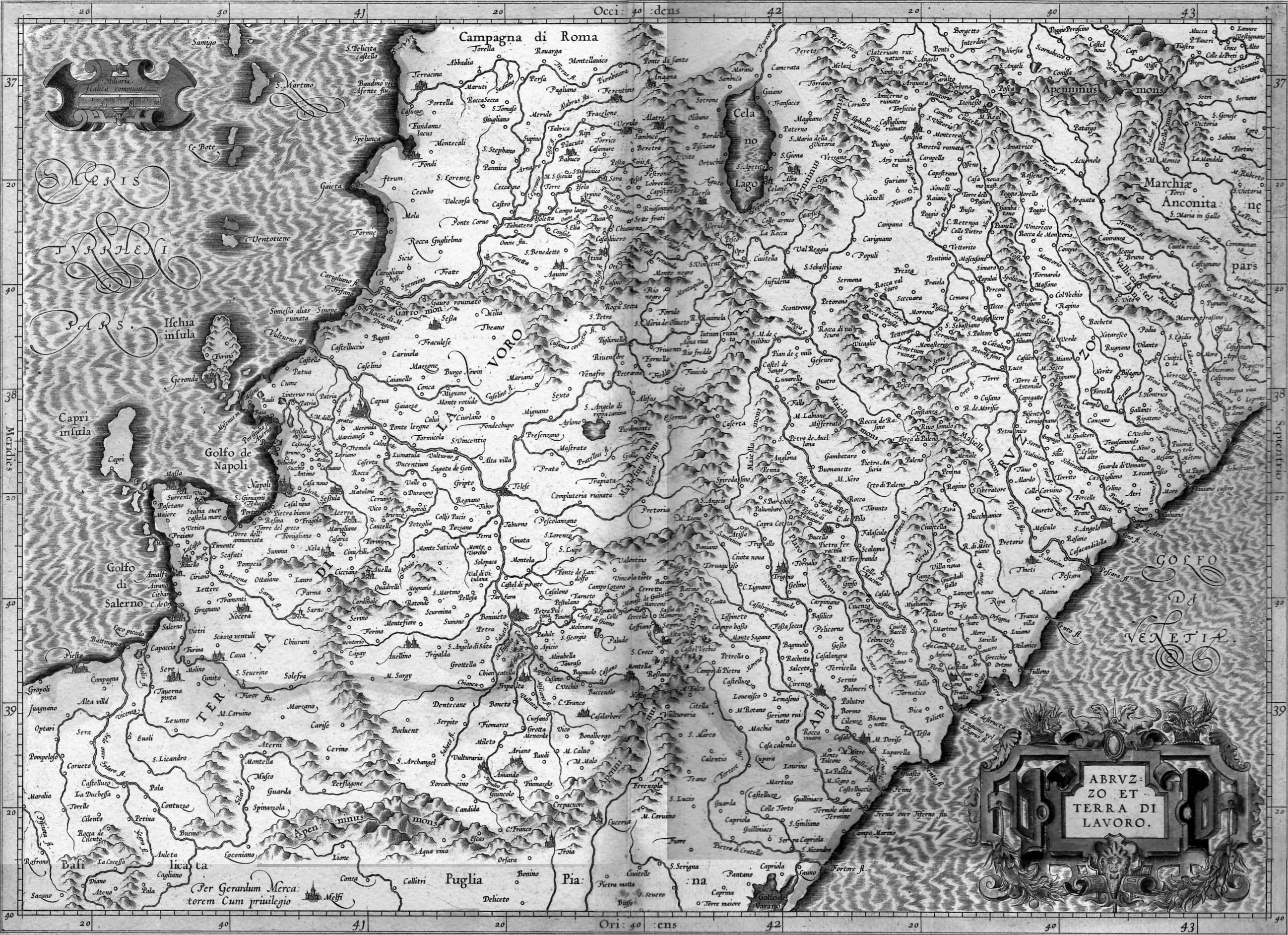
Абруццо на карте Герарда Мескатора (1589)
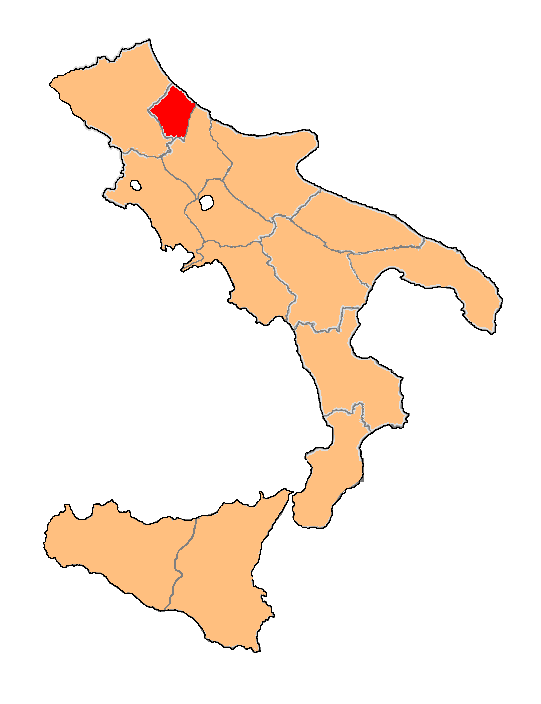
Джустициерат Ближнее Абруццо
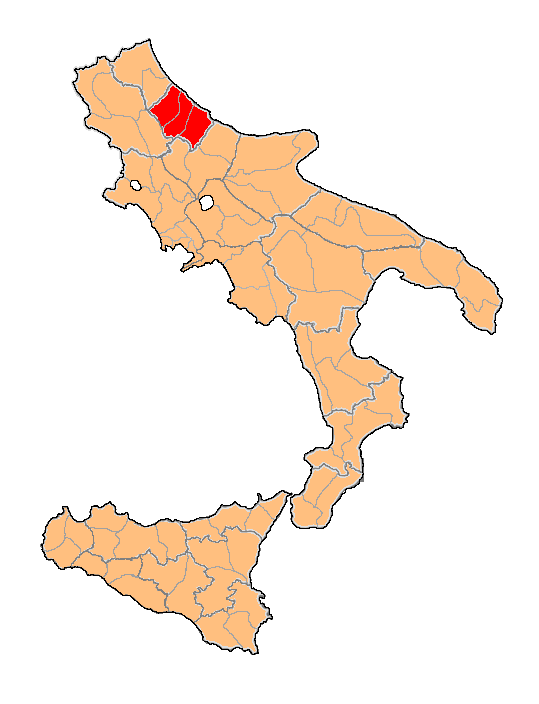
Провинция Ближнее Абруццо